# AD Sanjoanense
Associação Desportiva Sanjoanense is een Portugese voetbalclub uit São João da Madeira, een gemeente in het Portugese district Aveiro. De club speelt zijn thuiswedstrijden in het Estádio Conde Dias Garcia. De club werd in 1924 opgericht en speelde vier seizoenen in de Primeira Liga: in het seizoen 1946/47 en van 1966 tot 1969.

## Bekende (ex-)spelers
- Walter Ferreira
- Junior Pius
- Ricardo Sousa
- António Veloso

## Bekende (ex-)trainers
- Luís Castro
- Vítor Pereira
- Ricardo Sousa